# درغز
درغز (بالفارسية:درگز) هي مدينة إيرانية تقع في محافظة خراسان رضوي، يبلغ عدد سكانها الإجمالي 34,305 نسمة حسب تعداد العام 2006. كما يبلغ عدد سكانها من أهل السنة 7000 نسمة.

## أعلام
- نادر شاه